# ۷۰۹ (قمری)
۷۰۹ (قمری)، هفتصد و نهمین سال در گاهشماری هجری قمری است. اول محرم این سال برابر با نوزدهم ژوئن سال ۱۳۰۹ میلادی است.

## وابسته
- رودکی